# Gospel Joy
Gospel Joy – ekumeniczny chór z Poznania wykonujący muzykę gospel powstały w 1997 roku.
Chór ma na swoim koncie support przed gwiazdą muzyki gospel z USA Kirkiem Franklinem, wygrał I miejsce na Międzynarodowym Festiwalu Muzyki Gospel w Osieku, pojechał w dwutygodniową trasę do Stanów Zjednoczonych, śpiewał na wielu koncertach przed dużą publicznością, oraz na bardziej kameralnych w kościołach, na festiwalach, imprezach miasta. Współpracował m.in. z Mietkiem Szcześniakiem.
Członkowie chóru zaangażowani są także w organizację warsztatów muzyki gospel w Polsce i poza jej granicami.

## Kalendarium
- Gospel Joy otrzymuje I miejsce na największym Festiwalu Gospel w Polsce – Osiek 2007
- Koncert na żywo nagrywany przez TVP. Gospel Joy występuje jako chór przy 10-leciu New Life’m. Jako soliści wystąpili Mieczysław Szcześniak, Natalia Niemen oraz Basia Włodarska
- Koncert kolęd z udziałem Gospel Joy – Kolędy Świata – TVP2 – 2007
- Support przed koncertem Kirka Franklina – największym w historii Polski koncercie Gospel – 11.09.2008
- Gospel Joy wydaje pierwszą w Polsce płytę DVD (oraz CD) Live z koncertu chóru Gospel – „To ON"
- Gospel Joy jako pierwszy chór Gospel w Polsce wyjeżdża na 14-dniowe tournée do USA (luty 2009)
- W ciągu całego roku 2008, Telewizja Religia TV emituje DVD „To ON” na antenie jako tzw. „filler”
- w 2008 Gospel Joy śpiewa na Sopot Hit Festiwal w Operze Leśnej w Sopocie jako chórki do piosenki „Obudź się” rapera Mezo,
- Koncert na WOŚP w 2005 i 2006 r. przed 15-tysięczną publicznością w centrum Poznania
- W 2007 Gospel Joy wyjeżdża na koncerty do Francji (Dijon) oraz do Berlina
- Gospel Joy sprowadza do Polski na rok Briana Fentressa, amerykańskiego, czarnoskórego instruktora, dyrygenta i solistę;
- Gospel Joy występuje na wielu koncertach organizowanych przez najróżniejsze instytucje kultury: Brodnica, Serock, Toruń, Poznań (m.in. Chicago Jazz days z Dee Alexander),  i okolice Poznania (m.in. Festiwal Muzyki Sacra i Profana w Długiej Goślinie), Gdańsk, Osiek, Kraków, Zakopane, Wrocław, Świecie, Gorzów Wlkp, Zielona Góra itd.
- w 2008 roku Gospel Joy wystąpił łącznie na prawie 40 koncertach
- W lipcu 2009 Gospel Joy występuje na wspólnym koncercie z Mietkiem Szcześniakiem w Międzyzdrojach
- W grudniu 2009 chór występuje na FESTIWALU GOSPEL w Amsterdamie
- W 2010 zostaje wydana pierwsza płyta z kolędami w wykonaniu chóru
- W grudniu 2010 Gospel Joy nagrał swoją drugą płytę  DVD (oraz CD) Live z koncertu.
- W sierpniu 2012 roku chór pojechał na wyjazd misyjny do Rumunii wspólnie z chórem Toronto Mass Choir z Kanady
- W 2013 r. Gospel Joy wziął udział w programie telewizyjnym „ Mam Talent”, pomyślnie przeszedł casting jurorski i dotarł do półfinałów.
- X 2015 r. trasa koncertowa USA - Atlanta-Nashville
- X 2015 trasa koncertowa - Kanada - Toronto
- 2017 nowy album z Natalią Niemen - NAPEŁNIAJ - Płyta Roku w serwisie Chrześcijańskie Granie
- 2017 KIDS Gospel Joy nagrywa swój pierwszy album POWOŁANI
- X 2018 trasa koncertowa z The Metro Big Band z USA - nagranie albumu z największymi hitami gospel
- V 2019 koncerty - Niemcy -Hannover- Festiwal Jazz in June
- 20 IX premiera albumu THE GREATEST GOSPEL HITS
- 1-12 X - planowana trasa koncertowa z największymi hitami gospel - Gospel Joy i amerykański The Metro Big Band

## Dyskografia
| To On - z gościnnym udziałem Gabi Gąsiąr-Rudawską - CD/DVD /2007/ Gospel Joy Live- z gościnnym udziałem Mietka Szcześniaka - CD/DVD /2010/ Kolędy z Gospel Joy - Gdy się Chrystus Rodzi - CD/2010/ Napełniaj z gościnnym udziałem Natalii Niemen - CD/DVD /2017/ KIDS Gospel Joy Powołani - CD/DVD/2017 The Greatest Gospel Hits - we współpracy z The Metro Big Band (USA) - CD/DVD/2019 | Zrobimy to razem - wspólnie z Joanną Kołaczkowską – 2021 Stop - 2023 |